# Evelyn Rahman
Evelyn Rahman (Condado de Snohomish, 1 de agosto de 1910 - Los Ángeles, julio de 1982), nacida Evelyn Hutchins, fue una feminista estadounidense que sirvió en las Brigadas Internacionales durante la guerra civil española, como conductora de ambulancias. 

## Biografía
Evelyn nació el 1 de agosto de 1910 en el pequeño pueblo maderero de Snohomish, Washington. Sus padres, Annette Bessie Hamilton y Leslie Ray Hutchins, se separaron poco después y ella permaneció con su hermano menor al cuidado de su madre, una activista feminista. Su madre vivió una serie de aventuras amorosas (uno de sus amantes agredió sexualmente a Evelyn) hasta que conoce a un estibador de izquierdas, incluido en una lista negra por haber participado en una huelga durante la Primera Guerra Mundial. La pareja se estabilizó —Evelyn tenía 8 años— y la familia se mudó a Nueva York.
A los 18 años abandonó el instituto y dejó a su familia para convertirse en bailarina profesional. Pero su carrera se truncó cuando estalló la Gran Depresión. Se vio obligada a aceptar espectáculos sórdidos en clubes de striptease. Sus convicciones feministas la llevaron a oponerse a los fascismos que tomaban el poder en Europa. Se ofreció como voluntaria en las Brigadas Internacionales para conducir ambulancias junto con su marido Carl Rahman, con quien se casó en septiembre de 1936, y su hermano Les Hutchins.
Llegó a España el 12 de abril de 1937, a los veintiséis años, y sirvió en la unidad médica de la Brigada Abraham Lincoln. Conduciendo su furgoneta llamada Baby y dotada de una enorme bocina, recorrió los frentes de Guadalajara y Aragón. Estuvo destinada en Saelices del 22 de abril al 17 de julio de 1937, siendo luego destinada a Tarancón hasta octubre. Luego trabajó en Vich hasta que, en junio de 1938, fue enviada al grupo de evacuación del ejército del Ebro. Salió de España el 29 de octubre de 1938 a bordo del Queen Mary.
Evelyn murió en julio de 1982 en Los Ángeles, California.

## Reconocimientos
Evelyn Rahman fue incluida en el documental The Good Fight: The Abraham Lincoln Brigade in the Spanish Civil War para hablar de su experiencia como voluntaria en las Brigadas Internacionales.